# If Tomorrow Comes
If Tomorrow Comes (Se Houver Amanhã, no Brasil; Se o Amanhã Chegar, em Portugal) é um romance do escritor americano Sidney Sheldon, que foi publicado em 1985. O livro é dividido em três partes.
A novela foi adaptada para a minissérie de TV em 1986, estrelando Madolyn Smith e Tom Berenger.